# Azalia Emma Peet
Azalia Emma Peet, född 3 september 1887 i Webster, New York, död 21 september 1973 i Asheville, North Carolina, var en amerikansk missionär och lärare i Japan. Hon var en "ensam oliktänkande" och "en av väldigt få vita amerikaner" som talade öppet om interneringen av japaner i USA under andra världskriget. Hon utbildade studenter vid interneringsläger i Idaho och Oregon.